# إمارة آل أبو عليان
إمارة آل أبو عليان هي إمارة حكمت في منطقة القصيم واتخذت من بريدة مقراً لها، وسميت نسبةً إلى عشيرة آل أبو عليَّان من العناقر من قبيلة بنو تميم، وقد كانت مستقلة منذ نشأتها ثم تابعة للدولة السعودية الأولى ثم إلى الدولة السعودية الثانية والتي أنهتها بعزل آخر أمرائها.

## النشأة
نشأت هذه الإمارة مع نشأة مدينة بريدة، فوفقاً لما أورده إبراهيم بن صالح بن عيسى في كتابه «عقد الدرر» فإنه في سنة 985 للهجرة قدم راشد بن عبد الله الدريبي رئيس عشيرة آل أبو عليان من العناقر من بني سعد بن زيد مناة من قبيلة تميم إلى بئر ماء اسمه بريدة من أملاك آل هذال من قبيلة عنزة فاشتراه منه وأسس عليه البلدة الحالية، في حين استنكر محمد ناصر العبودي التاريخ المذكور في هذه الرواية.
كانت الإمارة محصورة في عشيرة آل أبو عليان ولكنها منقسمة بين فروعها والذين تنافسوا فيما بينهم، فقد قدمت أسرة الحسن إلى بريدة بعد أسرة الدرابى وأخذت تنافسها الحكم، وكان النزاع بين فروع الأسرة وبين الفرع الواحد مشهوراً في القصيم وتسبب بمقتل العديد من أمرائهم.

## قائمة الأمراء
حكم من آل أبو عليان عدد كبير وهم:
1. راشد بن عبد الله الدريبي.[6]
2. حمود بن راشد الدريبي وفي عهده وقعت الحرب بين بلدة الشماس وبلدة بريدة، وفي سنة 1153 للهجرة حدث النزاع مع آل حسن فَقُتلَ منهم 8 أشخاص داخل جامع بريدة، وفي السنة التي تلتها قُتلَ الأمير حمود.[7]
3. مقرن الحجيلاني ووضعه العبودي في قائمة الأمراء وقد توفي سنة 1117 للهجرة.[8]
4. راشد بن حمود الدريبي وفي عهده بُني سور بريدة لحمايتها من الأعراب والغزوات،[9] وفي سنة 1183 للهجرة قام النزاع في بيت الحكم فَطُرد الأمير راشد واستولى عبد الله بن حسن آل حسن على الحكم وبقي يحكم حتى سنة 1183 للهجرة حين تحالف الأمير راشد مع الأمير عريعر بن دجين بن سعدون آل حميد أمير الأحساء والقطيف واستعان بجنوده للعودة للحكم، وفي السنة التي تلتها غزته الدولة السعودية الأولى في عهد عبد العزيز بن محمد آل سعود بقيادة ابنه سعود فأعاد الأمير عبد الله للحكم فقام هذا الأمير بقتل 50 من أسرة الدرابى،[10] وقد ظل الأمير راشد الدريبي ينازع آل حسن الحكم حتى مقتله في سنة 1194 للهجرة.[11]
5. عبد الله بن حسن بن محمد آل حسن وقد تنازع الحكم مع الأمير راشد حتى مقتله في سنة 1190 للهجرة في وقعة مخيريق الصفا.[12]
6. محمد بن عبد الله بن حسن آل حسن وقد حكم لفترة قصيرة بعد مقتل والده وقبل عودة الأمير راشد للحكم.[13]
7. حجيلان بن حمد بن عبد الله آل حسن بدأ حكمه في سنة 1194 للهجرة وانفرد بالحكم بعد قتل الأمير راشد وتحالف مع الدولة السعودية الأولى وحكم كامل القصيم ما عدا عنيزة،[14] وفي بداية عهده بني السور الثاني من أسوار بريدة والمعروف باسم سور حجيلان،[15] وفي سنة 1196 للهجرة انتفضت منطقة القصيم بأكملها ضد علماء الدين السعوديين ما عدا بريدة والرس والتنومة فيما عرف باسم ردة أهل القصيم،[16] وفيها غزا سعدون بن عريعر آل حميد بريدة بطلب من أهل القصيم ليعاونهم وتآمر مع سليمان الحجيلاني من فرع أسرة الدرابى وابن حصين من أسرة الحصين من بلدة الشماس التي كانت بينها وبين بريدة حروب،[17] ورغم الحصار الذي استمر لفترة إلا أن الأمير سعدون اضطر للانسحاب فخرج أهل بريدة بقيادة الأمير حجيلان فهجروا سكان بلدة الشماس عقاباً لهم، وأخذوا يتتبعون جيش الأمير سعدون.[18] ثم في سنة 1201 للهجرة قام الأمير ثويني بن عبد الله بن محمد بن مانع آل شبيب أمير إمارة المنتفق بغزو التنومة فنهبها ثم حاصر بريدة لمدة وانسحب،[19] وفي عهده غزا إبراهيم محمد علي باشا الدولة السعودية الأولى واكتسحها ومنها بريدة إذ حاصرها وأجبر الأمير حجيلان على الاستسلام وتسليم ابنه عبد الله مقابل أخذ الأمان لأهل المدينة وذلك في سنة 1233 للهجرة ثم توفي بعد ذلك بسنة في المدينة المنورة.[20]
8. عبد الله بن حجيلان بن حمد آل حسن حكم لمدة قصيرة بعد خروج والده في سنة 1233 للهجرة مع إبراهيم باشا إلى المدينة المنورة، وكان الأمير حجيلان قد جمع أقاربه أمام إبراهيم باشا وأخبره بخوفه عليه من الاغتيال فأمرهم إبراهيم باشا بالحلف على المصحف ففعلوا وخرجوا بعدها إلى المدينة المنورة،[21] وقد ظل في الحكم حتى اغتاله مجموعة من أقاربه من آل أبو عليان.[22]
9. رشيد بن سليمان الحجيلاني وهو ابن سليمان الحجيلاني الذي قتله الأمير حجيلان إثر محاولة الانقلاب، ولم يطل حكم الأمير رشيد حيث قتلته لؤلؤة بنت عبد الرحمن بن حسن العرفج أم الأمير عبد الله وهي من العرفج من آل حسن وذلك بإحراق وتفجير مخزن البارود في القصر مما أدى لموت الأمير رشيد وتهدم القصر.[23]
10. عبد الله بن محمد بن عبد الله بن حسن آل حسن ولم يطل حكمه حيث قتل في سنة 1236 للهجرة على يد القائد التركي حسين بيك.[24]
11. سليمان بن علي العرفج آل حسن ولم يطل حكمه حيث قتله قريبه فهد بن مرشد من آل حسن وذلك في سنة 1237 للهجرة.[25]
12. فهد بن مرشد آل حسن ولم يطل حكمه حيث قُتل في نفس السنة على يد محمد بن علي شقيق الأمير سليمان.[26]
13. محمد بن علي العرفج آل حسن وكان من أشهر شعراء العامية واستمر في حكمه حتى سنة 1242 للهجرة حين عزله الإمام تركي بن عبد الله آل سعود إمام الدولة السعودية الثانية،وتولى الامارة محمد بن عبدالله بن نصار حتى منتصف 1243 الهجرة  ، وثم  عين عبد العزيز بن محمد آل حسن لحكم الإمارة، ثم أرسله إلى منطقة الجوف أميراً لها فأخبر أهلها أنه لم يأتي لفرض الدين ولن يجبرهم على أي شيء فعزله الإمام تركي، وقد قتل لاحقاً على يد صالح ابن الأمير فهد بن مرشد في سنة 1258 للهجرة.[27]
14. عبد العزيز بن محمد بن عبد الله آل حسن وقد حكم 34 عاماً حتى مقتله في سنة 1277 للهجرة ما عدا بعض الفترات، وازدهرت القصيم في عهده كثيراً، وفي عهده وقعت معركة بقعاء بين كافة أهل القصيم ضد إمارة آل رشيد،[28] وفي فترة حكمه وقعت وقعة اليتيمة سنة 1275 للهجرة بين أهل بريدة وبين الدولة السعودية الثانية.[29]
15. عبد المحسن بن محمد بن عبد الله آل حسن وهو الشقيق الأصغر للأمير عبد العزيز، وقد عينه الإمام فيصل بن تركي آل سعود حاكماً في سنة 1266 للهجرة عندما غضب على شقيقه وعزله ولم يستمر طويلاً عاد شقيقه للحكم في نفس العام.[30]
16. عبد الله بن عبد العزيز بن عدوان الدريبي حكم سنة 1275 للهجرة بتعيين من الدولة السعودية الثانية قبل أن يعود الأمير عبد العزيز آل حسن، ولم تطل مدة حكمه إذ قتله فرع آل حسن في السنة التي تليها.[31][32]
17. محمد الغانم من آل حسن وقد عينه الإمام فيصل أميراً بدلاً للأمير عبد الله ولم يستمر طويلاً حيث عاد الأمير عبد العزيز للحكم، فخرج إلى عنيزة وشجعهم على حرب بريدة والدولة السعودية الثانية ففعلوا ودارت بينهم عدة حروب، وخرجت إمارة القصيم من عشيرة آل أبو عليان بعزله وموت الأمير عبد العزيز.[33]
18. سليمان بن رشيد بن سليمان الحجيلاني وقد عينه الإمام فيصل في سنة 1280 للهجرة بدلاً من عامله الذي كان من خارج الأسرة، ولم تطل فترة حكمه حيث عُزل في نفس السنة.[34]

وبنهاية حكم الأمير سليمان خرجت إمارة القصيم من عشيرة آل أبو عليان إلى عشيرة أخرى ونشأت إمارة آل مهنا، وقد حاول آل أبو عليان استعادة الحكم فقتلوا مهنا بن صالح أبا الخيل أمير بريدة واعتصموا بقصر الإمارة ولكن لم يتم لهم الأمر.

## فروع عشيرة آل أبو عليان
تنقسم عشيرة آل أبو عليان إلى عدة أسر هي:
1. العليان من ذرية عبد المحسن بن محمد بن عبد الله الحسن.
2. الطرباق من المهيد من الحسن.
3. العدوان من الدرابى.
4. الرشيد من ذرية رشيد الحجيلاني.
5. الدِّخيل من الحسن، ومنهم المصاريع.
6. الغانم من آل حسن من الحسن.
7. المذهان من الغانم.
8. السابح من أبو سابح من الحسن.
9. الراشد من ذرية راشد الدريبي.
10. القعير أقرب فروع الأسرة لهم هم المصاريع الدخيل من الحسن.
11. العرفج من الحسن.
12. المرشد من النصار من الحسن.
13. السلامة من الحسن.
14. الصلطان من العرفج.
15. الحميضي ولهم تواجد في العراق بعد هجرتهم إثر مقتل عبد العزيز بن محمد، وفي الرياض بعد عودتهم في 1424 للهجرة.
16. المدلج من العدوان من الدريبي.
17. النصار من الحسن، ومنهم المرشد.
18. الحميدة، وجدهم أخ لحماد جد أسرة الشبيلي، وأخ لمحمد جد الحسن والحسون.
19. الزومان من العرفج.
20. الحسن العجلان.
21. الفريحي وأقرب فروع الأسرة لهم العبدالرحيم.
22. العباس من السلامة من الحسن.
23. الحسون وأقرب الأسر إليهم السابح.
24. العبود من النصار من الحسن.
25. الجار الله من العجلان.
26. العسافي من الحسن العبدالله.
27. الرعيجاني.
28. العميراني من الدرابى.
29. الشقير أهل نخل الشقيري.
30. السبيع أهل ملك السبيع في شمال الصبخ.
31. الفايز من الدرابى.
32. النهير من الحسن.
33. المتيني وتنسب لهم مزارع المتينيات.
34. السليِّم من الحسن.
35. الخطيب من العقيل.
36. المزيد انتقلوا إلى سكاكا من أجل التجارة في الشام .
37. العبد الرحيم من الحسن.
38. أبو هلا ويقال لهم العليان.
39. السيف، وقد انقرضوا.
40. آل أبو مصطفى خرجوا من بريدة إلى الشام ثم عاد بعض أفرادهم إلى السعودية.
41. الهديدير وقد انقرضوا.
42. الدبوس وقد هاجروا إلى الكويت.
43. الصاعين وقد انقرضوا.
44. النِهَيِّر وقد انقرضوا.
45. العجلاني وقد انقرضوا.
46. الغنيمان وقد انقرضوا.
47. الملاك وقد انقرضوا.
48. المحيسن وقد انقرضوا.
49. الفايز لم يعد لهم وجود في بريدة.
50. الفهد وقد انقرضوا.
51. العقيل العلي وقد انقرضوا.
52. آل أبوعليان وانتقلوا إلى السلط في الأردن.
53. الشقيري وقد قتلوا جميعاً.
54. المهنا اهل نقرة القعير شمال خب ثنيان

## الإشارات
1. ↑  جمهرة أنساب الأسر المتحضرة في نجد، حمد الجاسر، ص ٥٦٩.
2. ↑  HA. "الرئيسية". آل أبوعليان. مؤرشف من الأصل في 2021-06-10. اطلع عليه بتاريخ 2021-11-21.
3. ↑  معجم أسر بريدة. الجزء الأول. صفحة 46.
4. ↑  الأحوال السياسية في القصيم في عهد الدولة السعودية الثانية. صفحة 12 و13.
5. ↑  معجم أسر بريدة. الجزء الأول. صفحة 57 إلى 63.
6. ↑  معجم أسر بريدة. الجزء الأول. صفحة 67.
7. ↑  معجم أسر بريدة. الجزء الأول. صفحة 67 و68.
8. ↑  معجم أسر بريدة. الجزء الأول. صفحة 69.
9. ↑  معجم أسر بريدة. الجزء الأول. صفحة 72 و73.
10. ↑  معجم أسر بريدة. الجزء الأول. صفحة 74 إلى 77.
11. ↑  معجم أسر بريدة. الجزء الأول. صفحة 80.
12. ↑  معجم أسر بريدة. الجزء الأول. صفحة 81.
13. ↑  معجم أسر بريدة. الجزء الأول. صفحة 83.
14. ↑  معجم أسر بريدة. الجزء الأول. صفحة 86 إلى 89.
15. ↑  معجم أسر بريدة. الجزء الأول. صفحة 128.
16. ↑  الأحوال السياسية في القصيم في عهد الدولة السعودية الثانية. صفحة 20.
17. ↑  معجم أسر بريدة. الجزء الأول. صفحة 131 إلى 136.
18. ↑  معجم أسر بريدة. الجزء الأول. صفحة 137 إلى 139.
19. ↑  معجم أسر بريدة. الجزء الأول. صفحة 150.
20. ↑  معجم أسر بريدة. الجزء الأول. صفحة 163 إلى 168.
21. ↑  معجم أسر بريدة. الجزء الأول. صفحة 178 و179.
22. ↑  معجم أسر بريدة. الجزء الأول. صفحة 190.
23. ↑  معجم أسر بريدة. الجزء الأول. صفحة 190 إلى 197.
24. ↑  معجم أسر بريدة. الجزء الأول. صفحة 215.
25. ↑  معجم أسر بريدة. الجزء الأول. صفحة 219.
26. ↑  معجم أسر بريدة. الجزء الأول. صفحة 220.
27. ↑  معجم أسر بريدة. الجزء الأول. صفحة 222 إلى 225.
28. ↑  معجم أسر بريدة. الجزء الأول. صفحة 232 إلى 242.
29. ↑  معجم أسر بريدة. الجزء الأول. صفحة 248.
30. ↑  معجم أسر بريدة. الجزء الأول. صفحة 245.
31. ↑  معجم أسر بريدة. الجزء الأول. صفحة 291 و293.
32. ↑  تاريخ المملكة العربية السعودية الجزء الأول. صفحة 237.
33. ↑  معجم أسر بريدة. الجزء الأول. صفحة 295 و296.
34. ↑  معجم أسر بريدة. الجزء الأول. صفحة 297.
35. ↑  معجم أسر بريدة. الجزء الأول. صفحة 302.
36. ↑  علماء نجد خلال ثمانية قرون. المجلد 2. صفحة 377 و378.
37. ↑  معجم أسر بريدة. الجزء الأول. صفحة 42 إلى 45.